# Elías Guaza López
Elías Guaza López (Boadilla de Rioseco, 17 de abril de 1878 - Villada, 22 de noviembre de 1948) fue un compositor y maestro de capilla español.

## Vida
Elías Guaza López nació en Boadilla de Rioseco, provincia de Palencia, el 17 de abril de 1878. Fue bautizado cuatro días más tarde en la iglesia de El Salvador por sus padres, Sebastián Guaza y Faustina López. No hay datos sobre su infancia o adolescencia, aunque se puede deducir por ser el padre «sirviente de la labranza» y ser Elías el mayor de seis hermanos.
Ingresó en el Seminario de San José de Palencia en fecha desconocida. Al parecer ingresó como fámulo, encargado del cuidado de los niños, lo que financió su estancia como interno. Se desconoce dónde recibió su formación musical. En el Seminario estudió Teología y el 17 de marzo de 1905 recibió la tonsura y las órdenes menores de manos del obispo Enrique Almaraz. En las Navidades de eses mismo año lo nombraron Subdiácono; recibió el Diaconado el 9 de junio de 1906 y en Navidad de ese año el Presbiterado. Tuvo diversos otros cargos eclesiásticos hasta acceder al magisterio de Oviedo.
El 2 de febrero de 1911, el maestro Medardo Carreño y Suárez ingresó en el Monasterio de la Orden de San Benito de Samos, por lo que el cargo de maestro de capilla de la Catedral de Oviedo quedaba vacante. Manuel Velázquer había realizado las funciones de maestro de capilla de forma interina entre la decisión de Carreño de partir y su abandono del cargo. Se presentaron a las oposiciones para cubrir el cargo, aparte de Guaza, «Presbítero de la Diócesis de León; D. Manuel Alberdi, subdiácono, alumno del Colegio Seminario de San José y acólito de la Sta. Basílica; D. Juan Barrenechea, presbítero, beneficiado Sochantre de la misma iglesia y D. Jesús López Dueñas, Capellán Organista de la parroquia de Pola de Siero, quedando todos admitidos». También fue admitido fuera de plazo Gonzalo Castillo, beneficiado organista de la Colegiata de San Isidoro de León. Tras una serie de problemas para designar a los jueces, se celebró la oposición el 29 de mayo de 1911, que ganó Gueza. El 31 de julio de 1911 tomó posesión del cargo, con una dotación de 125 pesetas al mes.
Guaza llegó en un momento difícil de las catedrales españolas. El dinero disponible para las capillas de música había ido disminuyendo con el tiempo y las propuestas del maestro de reforzar la capilla de Oviedo que presentó en 1913 y 1916 fueron rechazadas en su mayor parte por falta de fondos. Guaza se negaba a interpretar cuando no acudía el número necesario de cantores para una composición, por lo que el 18 de julio de 1913 hubo un escándalo «con gran detrimento del culto, notable alteración de los actos de coro y no escaso escándalo de los fieles». Se solucionó en parte con composiciones a tres voces, que compuso el mismo Guaza. En 1918 se prescindió de la Orquesta por los elevados salarios. Sin embargo partes de sus propuestas fueron aceptadas, por lo que se pudo contratar cantores para reforzar el coro. En 1921 pidió que se suprimieran esas voces adicionales, dando las siguientes razones:

1.º Por el desequilibrio tan grande que resulta con el refuerzo entre las voces y un solo tiple.
2.º Porque el refuerzo es ocasión de que se fomente la indisciplina de la Capilla.
3.º Porque es un trabajo insoportable para el Maestro de Capilla enseñar a las mencionadas voces.
4.º Por otra razón, que el Maestro califica de imperiosa para él y no la refiere por delicadeza y respeto al Cabildo.

A partir de 1923 se reforzó el coro con la Schola Cantorum del Seminario. A pesar de todo esto, las relaciones con el Cabildo se mantuvieron cordiales y Guaza se ganó su respeto por la seriedad y su compromiso con la música, a pesar de su fuerte carácter. También tuvo buenas relaciones con los componentes de la capilla de música, con la excepción de una polémica con el organista primero Ruiz de la Peña en 1917, que se solucionó poco después.
Ocuparía además otros cargos durante su vida profesional. Entre ellos, fue Catedrático de Música del Seminario Diocesano, capellán de la Prisión Provincial de Mujeres de Oviedo y  del Colegio de Teresianas Monjas.
Durante la Revolución de 1934 sufrió arresto domiciliario y posteriormente fue llevado al Instituto y Campo de la Vega, donde sufrió «grandes penalidades hasta la explosión del polvorín y la liberación».
No se conoce la fecha exacta de cuando dejó el cargo de maestro de capilla de la Catedral de Oviedo. Se sabe que el 29 de julio de 1942 estaba todavía activo, pero el 6 de octubre de 1943 se elegía un nuevo capellán para las religiosas teresianas, por lo que debió partir de Oviedo poco antes de la fecha. El 22 de octubre de 1944 se eligió a Eugenio García Antuña, el segundo organista, como maestro de capilla interino. El maestro se trasladó a Villada, en la provincia de Palencia en búsqueda de un clima más soleado para su enfermedad, regresando a Oviedo solo de forma esporádica. Falleció allí el 22 de noviembre de 1948.

## Obra
Con ocasión de su muerte, se mencionaron ciento cincuenta composiciones del maestro, entre ellas, «Misas a seis y ocho voces, el himno de la Víspera del Cortpus Christi, Tantum ergo y Pange lingua, Magnificat, numerosos motetes al Santísimo Sacramento, plegarias a la Santísima Virgen, Villancicos de Navidad, entre los cuales es digno de destacarse el ‹Angelus ad pastores›, que legó a adquirir gran popularidad dentro y fuera de Oviedo». Sin embargo no se conservan todas y un gran parte fueron robadas en 1937. Según una recopilación realizada por la musicólogo Inmaculada Quintanal Sánchez, se conservan aproximadamente 83 composiciones.